# 靴叩き事件

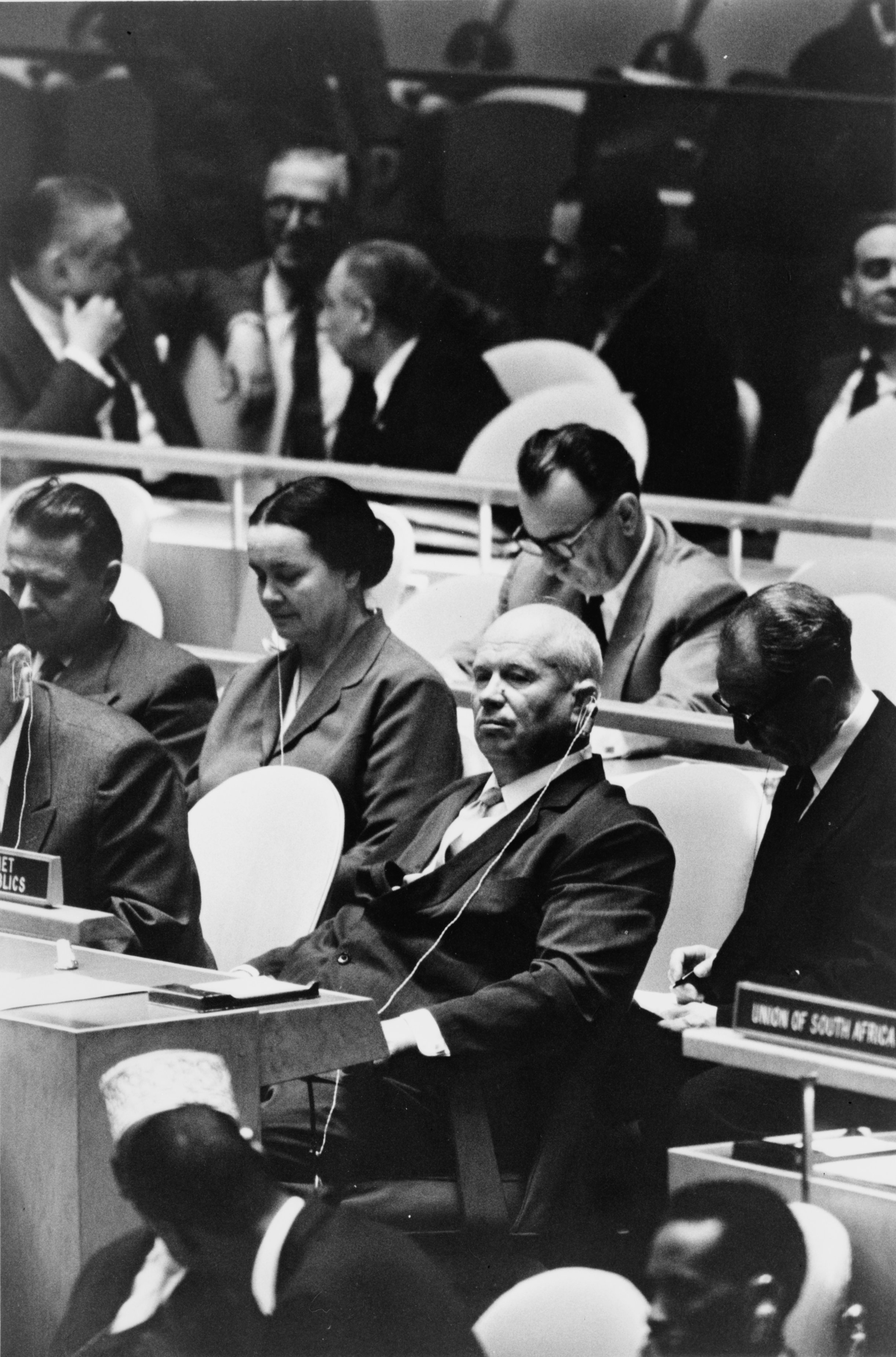
国際連合総会に出席するニキータ・フルシチョフ（靴叩き事件3週間前の9月22日）

靴叩き事件（くつたたきじけん、英語: shoe-banging incident）は、1960年10月12日にニューヨークで開催された第902回国際連合総会において、ソビエト連邦共産党書記長（最高指導者）ニキータ・フルシチョフが、フィリピン代表ロレンソ・スムロンの演説に抗議して、机を靴で叩いたとされる事件。
実際に靴で机を叩いたか否かは説が割れている。アメリカの政治学者ウィリアム・トープマン (2003)は、フルシチョフは確かに靴を脱いだがそれで机を叩いたわけではない、という目撃者の証言を紹介している。またトープマンによれば、実際にフルシチョフが靴で机を叩いている写真や映像は見つかっていない。しかしフルシチョフ自身は、自叙伝の中で机を靴で叩いたと認めている。なおフルシチョフが靴を振り上げる写真が知られているが、これは既存の写真に後から靴を描き加えたフェイクである。

## 事件の概要
1960年10月12日の国連総会で、フィリピン代表団長ロレンソ・スムロンが「東欧と、市民の自由な活動と政治的権利を奪われ、飲み込まれた、そうソ連によって（それが為された）すべての人々」というフレーズを発した。これを聞くやフルシチョフは演壇に駆け寄った。この行動は緊急動議の提出として認められた。彼は示威的かつ芝居がかった態度で右腕を掲げながらスムロンのわきをかすめ通り（触れることは無かった）、スムロンを「間抜け、ぼけ、下僕」「アメリカ帝国主義の追従者」などと長々とあてこすり続け、議長フレデリック・ボランドにスムロンを黙らせるよう要求した。ボランドはスムロンに「さらなる干渉を引き起こすことが明らかな主張へと逸れないよう」注意したものの、彼が演説を続けることは認め、フルシチョフを自席へ送り返した。
この時、一部の情報源によれば、フルシチョフはスムロンへの抗議を示すために拳で机を叩き始め、さらには靴を脱いで机を叩いたという。他の説では順序が逆で、フルシチョフはまず靴で机を叩き、それから演壇に向かったのだとされている。そのせいでスムロンの演説はまたも中断させられた。さらに東側諸国の一つルーマニアの副外相エドゥアルド・メジンチェスクも煽り立てられて緊急動議を出した。彼はスムロンに怒りを込めた非難をぶつけ、さらにはボランド議長にも矛先を向けた。メジンチェスクは挑発や侮辱、議長の軽視を続けたので、ついには彼のマイクが切られてしまった。すると東側諸国の代表たちから怒号や野次の大合唱が起きた。大混乱の中で、顔を紅潮させたボランド議長が唐突にガベルを打ち（強打するあまりガベルが壊れ、その頭が飛んで行ってしまうほどだった）、総会の休会を宣言した。フルシチョフの靴叩きを目撃したイギリス首相ハロルド・マクミランは「あれの翻訳をしてもらってもいいか？」と皮肉を言ったといわれている。
一連の事件はニューヨーク・タイムズ、ワシントン・ポスト、ガーディアン、タイムズル・モンドなど数々の新聞で報じられた。ニューヨーク・タイムズはフルシチョフとアンドレイ・グロムイコが写った写真を掲載しているが、この写真でフルシチョフの机の上に靴が乗っているのが確認できる。

## フルシチョフの回想と検証
フルシチョフは自身の回顧録の中で、自分がスペインのフランコ体制に強い非難を加えていた時に靴叩きをしたと追想している。彼によれば、国連総会でスペイン代表がフルシチョフの非難に回答して席に戻ろうとするとき、社会主義国の代表たちから激しい抗議の声が上がった。「ロシア（帝国）の国家ドゥーマでの議事報告書で読んだのを覚えていた私は、もう少し（国連総会での議論に）熱を加えてやることにした。靴を脱いで机を叩き、我々の抗議がさらに大きくなるようにしたのだ。」。なお回顧録の脚注によれば、これはフルシチョフの記憶違いである。1960年10月3日のタイムズ紙は、同1日の国連総会でフルシチョフがフランシスコ・フランコを糾弾する「怒りの長演説」を繰り出したと報じているが、「靴叩き」に関する言及はしていない。
フルシチョフの孫ニーナ・フルシチョワによれば、フルシチョフの家族は長きにわたるきまりの悪い沈黙の末に「靴叩き事件」の真相を明らかにした。ニーナによれば、その日フルシチョフは新しい靴を履いていたのだが、きつかったので座っている間は脱いでいた。スムロンの批判を受けて怒りをあらわにしたフルシチョフは、まず拳で机を叩いたのだが、腕時計を落としてしまった。それを取ろうとして、脱いでいた靴を目にしたフルシチョフは、片方の靴を取って机に叩きつけたのだという。なおニーナは、この事件について様々な場面・時系列で様々なバージョンの噂が出回っていることにも触れている。
長年フルシチョフの通訳を務め、事件時にも隣に座っていたヴィクトル・スホドレフも、ニーナ・フルシチョワとよく似た証言を残している。彼によれば、フルシチョフが拳で机を叩いた衝撃で、腕時計が止まってしまった。そのせいでフルシチョフはさらに激高し、すぐに靴で机を叩き始めたのだという。
一方フルシチョフの息子セルゲイ・フルシチョフは、「靴叩き」を証明する写真も動画も見つけられなかったとしている。NBCやCBCも自社のアーカイブを調べたものの、靴叩き事件を記録したテープは見つからなかった。
セルゲイは、フルシチョフが意図的に靴を脱いだとは考えにくいとしている。というのも国連総会の代表卓の下の空間は非常に狭く、また肥満体のフルシチョフは自分の足元まで手が届かなかったからである。これについては2002年にある元国連職員が、フルシチョフは自席で自発的に靴を脱いだわけではなく、別の経緯で靴を手にしていたことを証言している。彼女によれば、フルシチョフは事件が起きる前に、あるジャーナリストに靴を踏まれ弾き飛ばされてしまった。そこでその職員は靴を取り戻し、ナプキンでくるんでフルシチョフのもとに返却した。しかしフルシチョフは靴を履き直せず、仕方なく机の脇の床に置いていたのだという。実際この職員はこの後、フルシチョフが靴を手に取って机を叩いているのを目撃したと証言している。この元国連職員の証言は、ニーナ・フルシチョワやヴィクトル・スホドレフの言説とも矛盾しない。

## 反応
フルシチョフ自身は自分のパフォーマンスぶりに上機嫌だったと伝えられているが、他の東側諸国の代表たちは困惑ないし不快感を抱いていた。フルシチョフが1964年に失脚した際には、「未だに彼（フルシチョフ）が勇敢な行為として誇っている、恥ずべきエピソード」として靴叩き事件がやり玉に挙がっている。
1961年、革命哲学者のフランツ・ファノンは「そしてフルシチョフ氏が国際連合で靴を振り回し机をたたいた時、植民地の人々や低開発国の代表は誰も笑っていなかった。フルシチョフ氏は彼ら被植民地に、ミサイルを振るうムジーク（農民）たる自分が、恥知らずな資本主義者たちをふさわしいやり方で扱っている様を示していたからだ。」と述べている。

## 靴
ドイツのジャーナリストであるヴァルター・ヘンケルスによれば、ドイツのピルマゼンスのある靴屋が新聞の写真を見て、フルシチョフの靴が自分たちの工房で作ったものであることに気付いたという。ドイツ連邦経済省によれば、西ドイツは3万足分の靴をソ連に送っていた。うち2000足は良質な短靴で、その中の一足がフルシチョフのもとに届いていた可能性があるという。